# Јуденбург
Јуденбург град је у Аустрији, смештен у средишњем делу државе. Значајан је град у покрајини Штајерској, као седиште истоименог округа Јуденбург.

## Природне одлике
Јуденбург се налази у средишњем делу Аустрије, 210 км југозападно од главног града Беча. Главни град покрајине Штајерске, Грац, налази се 90 km источно од града.
Град Јуденбург се сместио у долини реке Муре. Изнад града се издижу Алпи, тачније Зиталски Алпи. Надморска висина града је око 740 m.

## Становништво
| 1981.  | 1991.  | 2001.  | 2011.  |
| ------ | ------ | ------ | ------ |
| 12.208 | 11.578 | 11.216 | 10.270 |

По процени из 2016. у граду је живело 10063 становника. Последњих деценија број становника града стагнира.

## Партнерски градови
- Bundoran
- Massa e Cozzile
- Алтеа
- Бад Кецтинг
- Белађо
- Гранвил
- Холстебро
- Houffalize
- Meerssen
- Niederanven
- Превеза
- Sesimbra
- Sherborne
- Karkkila
- Окселесунд
- Хојна
- Кесег
- Сигулда
- Сушице
- Türi Rural Municipality
- Звољен
- Пријенај
- Marsaskala
- Сирет
- Agros
- Шкофја Лока
- Трјавна

## Галерија
- Поглед на средишњи део Јуденбурга
- Нови део града
- Градски торањ